# Białoruska Partia Kobiet Nadzieja
Białoruska Partia Kobiet "Nadzieja" (biał. Беларуская партыя жанчын «Надзея») — istniejąca w latach 1994–2007 feministyczna partia polityczna na Białorusi, związana z opozycją demokratyczną i zlikwidowana przez władze z przyczyn politycznych. Jej założycielką i przewodniczącą była Alena Jaśkowa, a organem kierowniczym - Rada.
Deklarowanym celem partii było przeprowadzenie na Białorusi reform zmierzających do podwyższenia poziomu życia obywateli, budowa demokratycznego, socjalnego, praworządnego państwa, gwarantującego równouprawnienie kobiet w społeczeństwie, pełne wykorzenienie ich dyskryminacji, prawną ochronę interesów matki i dziecka, kształtowanie wysokich moralnych podstaw rodziny.

## Historia
Założona 28 kwietnia 1994, zarejestrowana przez władze 3 czerwca 1994. Pomyślnie przeszła proces obowiązkowej powtórnej rejestracji 21 czerwca 1999.
9 października 2007 rozpoczął się proces sądowy dot. wniosku o likwidację Partii "Nadzieja". Wniosek o likwidację złożyło Ministerstwo Sprawiedliwości Białorusi, powołując się na to, iż "w czasie swojej działalności BPK "Nadzieja" rzekomo niejednokrotnie naruszała prawo Białorusi i własny statut, nie miała też prawnego adresu". W grudniu 2006 BPK "Nadzieja", jako współzałożyciel Związku Partii Politycznych "Związek Partii Lewicowych", była jednym w organizatorów przeprowadzonej poza granicami Białorusi konferencji założycielskiej, czym, zdaniem Ministerstwa Sprawiedliwości, naruszyła obowiązujące prawo i swój statut.
Ministerstwo Sprawiedliwości na procesie reprezentował Alaksandr Charyton, sędzią był Ihar Milto.
11 października 2007 decyzją Sądu Najwyższego Republiki Białorusi Białoruska Partia Kobiet "Nadzieja" została zlikwidowana. Przewodnicząca "Nadziei", Alena Jaśkowa nazwała wyrok niesprawiedliwym:

"Sprawa miała wyraźnie polityczne zabarwienie. Państwo jak zawsze wystąpiło w typowej dla siebie roli. Uważam, że likwidacja partii jest całkowicie bezpodstawna. Nam po prostu nie dawali możliwości działać zgodnie z prawem. Nawet w ciągu ostatniego roku niejednokrotnie stykaliśmy się z odmowami, gdy chcieliśmy przedstawić mieszkania jako adresy prawne. Zresztą, oczekiwać innego wyroku po prostu nie wypadało".

Na ogłoszenie wyroku, oprócz dziennikarzy, nie przyszedł żaden polityk ani społeczny aktywista.
Komitet organizacyjny partii był współzałożycielem utworzonej 9 stycznia 2011 roku Narodowej Koordynacyjnej Rady Opozycji, której zadaniem jest domagać się uwolnienia ludzi aresztowanych z przyczyn politycznych, informować obywateli Białorusi i wspólnotę międzynarodową, domagać się powrotu Białorusi na drogę prawa i demokracji, a także tworzyć warunki do przeprowadzenia w kraju wolnych i demokratycznych wyborów.